# Ishikari
Ishikari (石狩市 Ishikari-shi?) es una ciudad al norte de Sapporo en la subprefectura de Ishikari en la prefectura de Hokkaidō, en Japón. Fue fundada en 1996, cuando el pueblo de Ishikari se convirtió en la ciudad de Ishikari.

## Clima
| Parámetros climáticos promedio de Ishikari (1991–2020) | Parámetros climáticos promedio de Ishikari (1991–2020) | Parámetros climáticos promedio de Ishikari (1991–2020) | Parámetros climáticos promedio de Ishikari (1991–2020) | Parámetros climáticos promedio de Ishikari (1991–2020) | Parámetros climáticos promedio de Ishikari (1991–2020) | Parámetros climáticos promedio de Ishikari (1991–2020) | Parámetros climáticos promedio de Ishikari (1991–2020) | Parámetros climáticos promedio de Ishikari (1991–2020) | Parámetros climáticos promedio de Ishikari (1991–2020) | Parámetros climáticos promedio de Ishikari (1991–2020) | Parámetros climáticos promedio de Ishikari (1991–2020) | Parámetros climáticos promedio de Ishikari (1991–2020) | Parámetros climáticos promedio de Ishikari (1991–2020) |
| Mes                                                    | Ene.                                                   | Feb.                                                   | Mar.                                                   | Abr.                                                   | May.                                                   | Jun.                                                   | Jul.                                                   | Ago.                                                   | Sep.                                                   | Oct.                                                   | Nov.                                                   | Dic.                                                   | Anual                                                  |
| ------------------------------------------------------ | ------------------------------------------------------ | ------------------------------------------------------ | ------------------------------------------------------ | ------------------------------------------------------ | ------------------------------------------------------ | ------------------------------------------------------ | ------------------------------------------------------ | ------------------------------------------------------ | ------------------------------------------------------ | ------------------------------------------------------ | ------------------------------------------------------ | ------------------------------------------------------ | ------------------------------------------------------ |
| Temp. máx. abs. (°C)                                   | 7.8                                                    | 8.0                                                    | 16.3                                                   | 29.8                                                   | 32.6                                                   | 32.4                                                   | 35.4                                                   | 35.3                                                   | 31.2                                                   | 25.0                                                   | 21.8                                                   | 13.5                                                   | 35.4                                                   |
| Temp. máx. media (°C)                                  | -1.2                                                   | -0.4                                                   | 3.4                                                    | 10.6                                                   | 16.8                                                   | 20.7                                                   | 24.3                                                   | 25.5                                                   | 22.1                                                   | 15.7                                                   | 8.1                                                    | 1.3                                                    | 12.2                                                   |
| Temp. media (°C)                                       | -4.6                                                   | -4.2                                                   | -0.3                                                   | 5.8                                                    | 11.4                                                   | 15.6                                                   | 19.6                                                   | 20.9                                                   | 17.2                                                   | 10.8                                                   | 4.2                                                    | -2.0                                                   | 7.9                                                    |
| Temp. mín. media (°C)                                  | -9.0                                                   | -8.9                                                   | -4.4                                                   | 1.3                                                    | 6.8                                                    | 11.7                                                   | 16.1                                                   | 17.4                                                   | 12.7                                                   | 6.2                                                    | 0.4                                                    | -5.7                                                   | 3.7                                                    |
| Temp. mín. abs. (°C)                                   | -23.1                                                  | -22.1                                                  | -17.2                                                  | -10.4                                                  | -3.0                                                   | 2.4                                                    | 7.4                                                    | 8.7                                                    | 3.0                                                    | -1.5                                                   | -10.0                                                  | -19.4                                                  | -23.1                                                  |
| Precipitación total (mm)                               | 89.1                                                   | 65.2                                                   | 46.3                                                   | 41.0                                                   | 59.7                                                   | 55.2                                                   | 94.9                                                   | 129.4                                                  | 123.7                                                  | 98.6                                                   | 99.5                                                   | 90.1                                                   | 992.7                                                  |
| Nevadas (cm)                                           | 201                                                    | 153                                                    | 96                                                     | 11                                                     | 0                                                      | 0                                                      | 0                                                      | 0                                                      | 0                                                      | 0                                                      | 32                                                     | 157                                                    | 650                                                    |
| Días de lluvias (≥ 1 mm)                               | 18.1                                                   | 15.2                                                   | 11.6                                                   | 8.9                                                    | 9.5                                                    | 8.3                                                    | 8.8                                                    | 9.8                                                    | 11.1                                                   | 13.1                                                   | 16.6                                                   | 17.4                                                   | 148.4                                                  |
| Días de nevadas (≥ 1 mm)                               | 20.4                                                   | 16.7                                                   | 12.0                                                   | 1.8                                                    | 0                                                      | 0                                                      | 0                                                      | 0                                                      | 0                                                      | 0                                                      | 3.8                                                    | 16.7                                                   | 71.4                                                   |
| Horas de sol                                           | 66.6                                                   | 81.4                                                   | 145.3                                                  | 178.9                                                  | 194.9                                                  | 169.5                                                  | 163.8                                                  | 173.2                                                  | 167.1                                                  | 142.1                                                  | 87.2                                                   | 65.0                                                   | 1635                                                   |
| Fuente n.º 1: Agencia Meteorológica de Japón           |                                                        |                                                        |                                                        |                                                        |                                                        |                                                        |                                                        |                                                        |                                                        |                                                        |                                                        |                                                        |                                                        |
| Fuente n.º 2: Agencia Meteorológica de Japón           |                                                        |                                                        |                                                        |                                                        |                                                        |                                                        |                                                        |                                                        |                                                        |                                                        |                                                        |                                                        |                                                        |

## Ciudades hermanas
- Campbell River, Canadá, desde 1983
- Vanino, Rusia, desde 1993 (Ванино)
- Pengzhou, China, desde 2000 (彭州市)